# Nacaduba kerriana
Nacaduba kerriana är en fjärilsart som beskrevs av William Lucas Distant 1886. Nacaduba kerriana ingår i släktet Nacaduba och familjen juvelvingar. Inga underarter finns listade i Catalogue of Life.